# St Helens Important Bird Area
Koordinaten: 41° 20′ 0″ S, 148° 20′ 0″ O

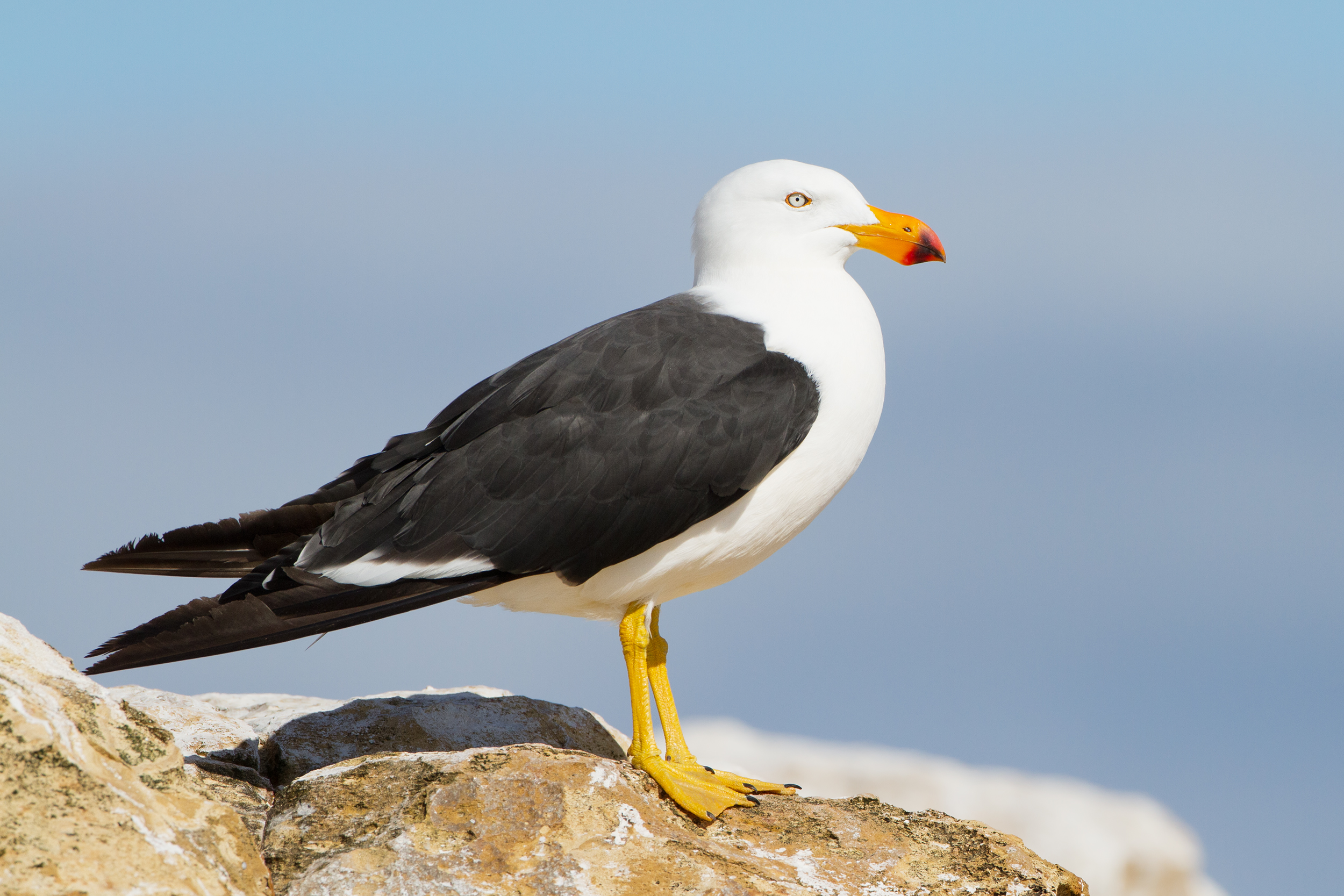
Eine Dickschnabelmöwe

Die St Helens Important Bird Area ist ein Schutzgebiet, das aus vier getrennten Gebieten besteht, die eine Gesamtfläche von  24 km²haben. Das Gebiet liegt in der Nähe von St Helens an der nordöstlichen Küste von Tasmanien, Australien.

## Beschreibung
Die Gebiete der Important Bird Area (IBA) sind Paddys Island und St Helens Islands, die 9 km lange Maurouard Beach an der angrenzenden Küste mit den Peron Dunes dahinter, sowie die Georges Bay.  Die Inseln bestehen aus Granit und haben felsige Küsten. Die Küste von Maurourad Beach ist sandig und dem Meer zugewandt.  Die Georges Bay weist Wattgebiete auf, die als Futterplätze für die Vögel dienen.

## Vögel
Das Gebiet wird von BirdLife International als ein Important Bird Area (IBA) ausgewiesen, da es unter anderem mehr als 1 % des Vorkommens der Dickschnabelmöwen (Paddys Island), Zwergpinguine (bis zu 15.000 Brutpaare auf St Helens Island), Australischen Austernfischer (Georges Bay) und zahlreiche andere Vögel (an der Maurouard Beach und in den Peron Dunes) beheimatet. Weitere Meeresvögel, die auf den Inseln brüten, sind unter anderem 10.000 Brutpaare der Fregattensturmschwalbe, 10 Brutpaare des Lummensturmvogels auf St Helens Island, sowie Raubseeschwalben und Dominikanermöwen auf Paddys Island.